# Вилијам IV од Уједињеног Краљевства
Вилијам IV (енгл. William IV; Вилијам Хенри) (21. август 1765 — 20. јун 1837), краљ Уједињеног Краљевства и Хановера од 26. јуна 1830. до своје смрти. Он је трећи син краља Џорџа III и млађи брат и наследник Џорџа IV.
Са тринаест година је ушао у Краљевску морнарицу, због чега је касније добио надимак “Краљ морепловац”.
Оженио се 13. јула 1818. принцезом Аделаидом, кћерком војводе од Сакс-Менингена са којом је имао две ћерке које су врло рано умрле.

## Дјетињство и младост
Рођен је као треће од петнаестеро дјеце у браку краља Џорџа III и краљице Шарлоте. Како је имао два старија брата Џорџа и Фредерик, Вилијамов долазак на трон није био очекиван.
Са тринаест година придружио се британској морнарици. Служио је у Њујорку током Америчког рата за независност и био први британски монарх који је посетио Сједињене Америчке Државе. Током његовог боравка у Америци Џорџ Вашингтон охрабривао је завере за отмицу британског принца. Планови су, међутим, пали у воду када су за њих сазнали Британци и удвостручили Вилијамову стражу.
Вилијам је желео да добије титулу војводе и место у парламенту, али његов отац није био сигуран. Како би извршио притисак на оца, Вилијам му је запретио да ће се кандидовати за Дом комуна и ту подржавати његову опозицију. Џорџ III му је коначно дао титулу војводе од Кларенса 20. маја 1789. године, а Вилијам се одмах затим удружио са старијом браћом која су била у константној свађи са оцем.
Новоименовани војвода од Кларенса прекинуо је своју службу у Краљевској морнарици 1790. године. У то време Вилијам није подржавао иницијативу за укидање ропства у британским колонијама (у Уједињеном Краљевству већ је било илегално).

## Породични живот
По одласку из Краљевске морнарице, Вилијам је двадесет година живио у ванбрачној вези са ирском глумицом Доротеом Бланд. Вилијам је припадао првој генерацији британских принчева која је подлегала закону према којем се потомци Џорџа II не могу венчати без одобрења монарха, па Вилијам није никада оженио Бланд. Без обзира на то, са њом је имао пет ванбрачних синова и пет ванбрачних кћери којима је дао презиме "Фицкларенс". Веза са Бланд завршила се 1811. године, а она је добила властиту резиденцију, алиментацију и старатељство над кћерима, под условом да престане бавити се глумом. Када се Бланд опет вратила глуми одузете су јој кћерке, кућа и примања, па је умрла као сиромах близу Париза 1816. године.
Када је 1817. године при породу умрла принцеза Шарлота Августа од Велса, једино дете из турбулентног брака принца и принцезе од Велса, краљ Џорџ III је остао са дванаестеро преживеле деце, али без иједног законитог унучета. Вилијам и његова браћа тада су кренула у трку да добију наследнике. У тој трци Вилијам је имао највећу предност, јер је био најстарији неожењени син, док су његова старија браћа била у свађи са супругама, које су свакако биле престаре за рађање.
Вилијам је послао млађег брата да у Њемачкој проси младе протестантске принцезе. Након што су га две одбиле, Вилијам је упознао принцезу Аделаиду од Сакс-Мајнингена, кћерку војводе од Саско-Мајнингена. Аделајда је, са 25 година, у то доба била сматрана добро старом за удају, али је ипак била два пута млађа од Вилијама. Брак је склопљен 11. јула 1818. године. Њихов је брак био релативно сретан и Вилијам више није имао љубавнице. Једини брачни проблем су им била здрава деца; пар је добио само две кћерке, Шарлоту и Елизабету, које су биле кратког века, па нису осигурале наследну линију. Аделајда је неколико пута побацила или родила мртворођенче.
Године 1820. умро је Вилијамов отац, након чега је његов најстарији брат, који је вршио дужности регента током менталне неспособности свога оца, постао краљ Џорџ IV. Вилијам је у том тренутку био други у наследном низу, одмах иза још једног старијег брата, војводе од Јорка. Када је војвода од Јорка умро 1827. године Вилијам се још више приближио круни и постао пресумирани наследник.

## Владавина
Краљ Џорџ IV умро је 1830. године не оставивши иза себе легитимне децу и круну је аутоматски наследио Вилијам као Вилијам IV. По доласку на трон побринуо се за деветоро преживеле дјеце које је имао са Доротејом Бланд и подијелио им грофовске титуле.
Вилијам није био екстравагантан као његов брат и претходник. Желио је у потпуности занемарити крунидбену церемонију, али је на крају попустио захтјевима традиционалиста. Он и његова супруга Аделајда крунисани су 8. септембра 1831. године, али краљ је одбио приредити банкет и скупу прославу којом је била обележено крунисање његовог брата. Традиционални торијевци неуспешно су протестовали против ове одлуке, називајући Вилијамово крунисање "полукрунидбеном церемонијом".
За време владавине Вилијама IV извршено је више реформи, иако он сам као краљ није много утицао на њихово доношење нити примјењивање. Међу најзначајнијим корацима направљеним током његове кратке, али прогресивне владавине, су повећање аутономије градских власти, ограничење радног времена деце, те укидање ропства и реформације бирачког система. Вилијам је, ипак, био критикован од стране реформиста који су сматрали да нису проведене све потребне реформе, и традиционалиста који су сматрали да се са реформама отишло предалеко. Током његове владавине започело је слабљење Дома лордова, које се наставило током 19. века и кулминирало у 20. веку, заједно са слабљењем моћи монарха.
За све време своје владавине Вилијам се у политику умешао само једном, 1834. године, када је поставио премијера у супротности са вољом парламента. Вилијам никада није посетио Хановер док је био краљ те земље. Године 1833. Хановер је добио устав који је политичку моћ дао средњој класи и проширио моћ хановерског парламента.
Вилијам и његова супруга имали су јако добар однос са принцезом Викторијом од Кента, Вилијамовом пресумираном наследницом, кћерком Вилијамовог умрлог брата. Међутим, однос краља и краљице са Викторијином мајком, војвоткињом од Кента, био је испуњен конфликтима и неслагањима. Према Вилијамовом мишљењу, војвоткиња од Кента није његовој супрузи, краљици, исказивала дужно поштовање. Без обзира на то, очекивало се да ће војвоткиња од Кента, као регент Вилијамове наследнице, доћи до де фацто моћи и краљевских овласти након Вилијамове смрти.

## Смрт и наслеђивање
Вилијам IV умро је 20. јуна 1837. године, након отказивања срца. Сахрањен је у дворцу Виндсор 8. јула исте године. Како није имао законитог потомства са краљицом Аделајдом, круна Уједињеног Краљевства прешла је његовој братичини Викторији. Међутим, по Салијском законику којег је пратило Хановерско краљевство, круну Хановера није могла наследити жена, па је Вилијама IV у Хановеру наслиједио млађи брат Ернест Август. Вилијамова смрт је на тај начин означила крај персоналне уније између Хановера и Уједињеног Краљевства која је трајала још од 1714. године. Иако Вилијам није имао законите деце и стога није предак ниједном британском монарху, он има много потомака преко своје ванбрачне деце са Доротејом Бланд.

## Породично стабло
|  |                                                |  |  |  |  |  |  |  |  |  |  |  |  |  |  |  |
|  | 16. Џорџ I                                     |  |  |  |  |  |  |  |  |  |  |  |  |  |  |  |
|  |                                                |  |  |  |  |  |  |  |  |  |  |  |  |  |  |  |
|  |                                                |  |  |  |  |  |  |  |  |  |  |  |  |  |  |  |
|  | 8. Џорџ II                                     |  |  |  |  |  |  |  |  |  |  |  |  |  |  |  |
|  |                                                |  |  |  |  |  |  |  |  |  |  |  |  |  |  |  |
|  |                                                |  |  |  |  |  |  |  |  |  |  |  |  |  |  |  |
|  | 17. Софија Доротеја од Целе                    |  |  |  |  |  |  |  |  |  |  |  |  |  |  |  |
|  |                                                |  |  |  |  |  |  |  |  |  |  |  |  |  |  |  |
|  |                                                |  |  |  |  |  |  |  |  |  |  |  |  |  |  |  |
|  | 4. Фредерик, принц од Велса                    |  |  |  |  |  |  |  |  |  |  |  |  |  |  |  |
|  |                                                |  |  |  |  |  |  |  |  |  |  |  |  |  |  |  |
|  |                                                |  |  |  |  |  |  |  |  |  |  |  |  |  |  |  |
|  | 9. Каролина од Бранденбург-Ансбаха             |  |  |  |  |  |  |  |  |  |  |  |  |  |  |  |
|  |                                                |  |  |  |  |  |  |  |  |  |  |  |  |  |  |  |
|  |                                                |  |  |  |  |  |  |  |  |  |  |  |  |  |  |  |
|  | 2. Џорџ III                                    |  |  |  |  |  |  |  |  |  |  |  |  |  |  |  |
|  |                                                |  |  |  |  |  |  |  |  |  |  |  |  |  |  |  |
|  |                                                |  |  |  |  |  |  |  |  |  |  |  |  |  |  |  |
|  | 5. Аугуста Саксоготска                         |  |  |  |  |  |  |  |  |  |  |  |  |  |  |  |
|  |                                                |  |  |  |  |  |  |  |  |  |  |  |  |  |  |  |
|  |                                                |  |  |  |  |  |  |  |  |  |  |  |  |  |  |  |
|  | 1. Вилијам IV                                  |  |  |  |  |  |  |  |  |  |  |  |  |  |  |  |
|  |                                                |  |  |  |  |  |  |  |  |  |  |  |  |  |  |  |
|  |                                                |  |  |  |  |  |  |  |  |  |  |  |  |  |  |  |
|  | 6. Карл Лудвиг Фридрих од Мекленбурга          |  |  |  |  |  |  |  |  |  |  |  |  |  |  |  |
|  |                                                |  |  |  |  |  |  |  |  |  |  |  |  |  |  |  |
|  |                                                |  |  |  |  |  |  |  |  |  |  |  |  |  |  |  |
|  | 3. Шарлота од Мекленбург-Штрелица              |  |  |  |  |  |  |  |  |  |  |  |  |  |  |  |
|  |                                                |  |  |  |  |  |  |  |  |  |  |  |  |  |  |  |
|  |                                                |  |  |  |  |  |  |  |  |  |  |  |  |  |  |  |
|  | 7. Елизабета Албертина од Сакс-Хилдбургхаузена |  |  |  |  |  |  |  |  |  |  |  |  |  |  |  |
|  |                                                |  |  |  |  |  |  |  |  |  |  |  |  |  |  |  |
|  |                                                |  |  |  |  |  |  |  |  |  |  |  |  |  |  |  |